# Байрамович, Сейдо
Сейдо Байрамович (серб. Сејдо Бајрамовић / Sejdo Bajramović, алб. Sejdo Bajramoviq, 7 июля 1927 года, Жуйя, Королевство сербов, хорватов и словенцев — 1993 год, Белград, Республика Сербия, Союзная республика Югославия) — югославский, сербский и косовский политический деятель, участник Народно-освободительной войны. Исполняющий обязанности Председателя Президиума СФРЮ с 16 мая по 30 июня 1991 года. Член Президиума СФРЮ от САК Косово и АК Косово и Метохия (1991—1992). Депутат Народной скупщины Сербии (1990—1993). Поддерживал Слободана Милошевича, активно противодействовал косовским сепаратистам.

## Биография
Родился 7 июля 1927 года в Косово. После нападения фашистской Германии на Югославию присоединился к партизанам, в 1943 году вступил в КПЮ. После окончания Второй мировой войны продолжил военную службу в рядах ЮНА, где дослужился до звания прапорщика первого класса.
После демобилизации перешёл на гражданскую службу, занимал различные посты в общинных и краевых органах управления САК Косово. Был активным противником великоалбанского сепаратизма, на почве чего сблизился с Али Шукрия и Рахманом Морина, а впоследствии и со Слободаном Милошевичем. На первых многопартийных выборах в 1990 году избран депутатом Народной скупщины.
В марте 1991 года Слободан Милошевич отозвал из Президиума СФРЮ представителя Косово Риза Сапунджию, обвинённого в поддержке сепаратистского движения. 21 марта Народная скупщина делегировала Сейдо Байрамовича в Президиум СФРЮ (вступил в полномочия в мае того же года). На фоне охватившего Югославию тяжёлого политического кризиса решительно выступал за сохранение страны, за что подвергался нападкам со стороны словенских, хорватских и албанских сепаратистов.
После завершения 15 мая 1991 года мандата представителя Сербии Борисава Йовича, Президиум СФРЮ в соответствии с Конституцией 1974 года должен был возглавить представитель Хорватии. Однако одержавшая победу на парламентских выборах сепаратистская партия Хорватское демократическое содружество во главе с Франьо Туджманом делегировала в Президиум своего представителя Степана (Стипе) Месича, призванного содействовать сецессии Хорватии из состава Югославии. В нарушении Конституции, представители Сербии, Черногории, Воеводины и Косово заблокировали кандидатуру Месича. После провала попытки продления мандата Йовича, большинство Президиума приняло решение назначить исполняющим обязанности Председателя Сейдо Байрамовича как противника сепаратистских тенденций. Месич отказался признать это решение, что спровоцировало конституционный кризис, разрешённый спустя месяц согласием на его назначение Председателем Президиума СФРЮ, принятым под давлением ЕЭС.
После провозглашения Союзной республики Югославии продолжал исполнять полномочия члена Президиума до его расформирования и вступления в полномочия Президента СРЮ Добрицы Чосича в июне 1992 года.
Скончался в Белграде в 1993 году.
Был женат. Его сын, поручик Драган Байрамович, также служил в ЮНА и погиб во время Боснийской войны.